# Howgh

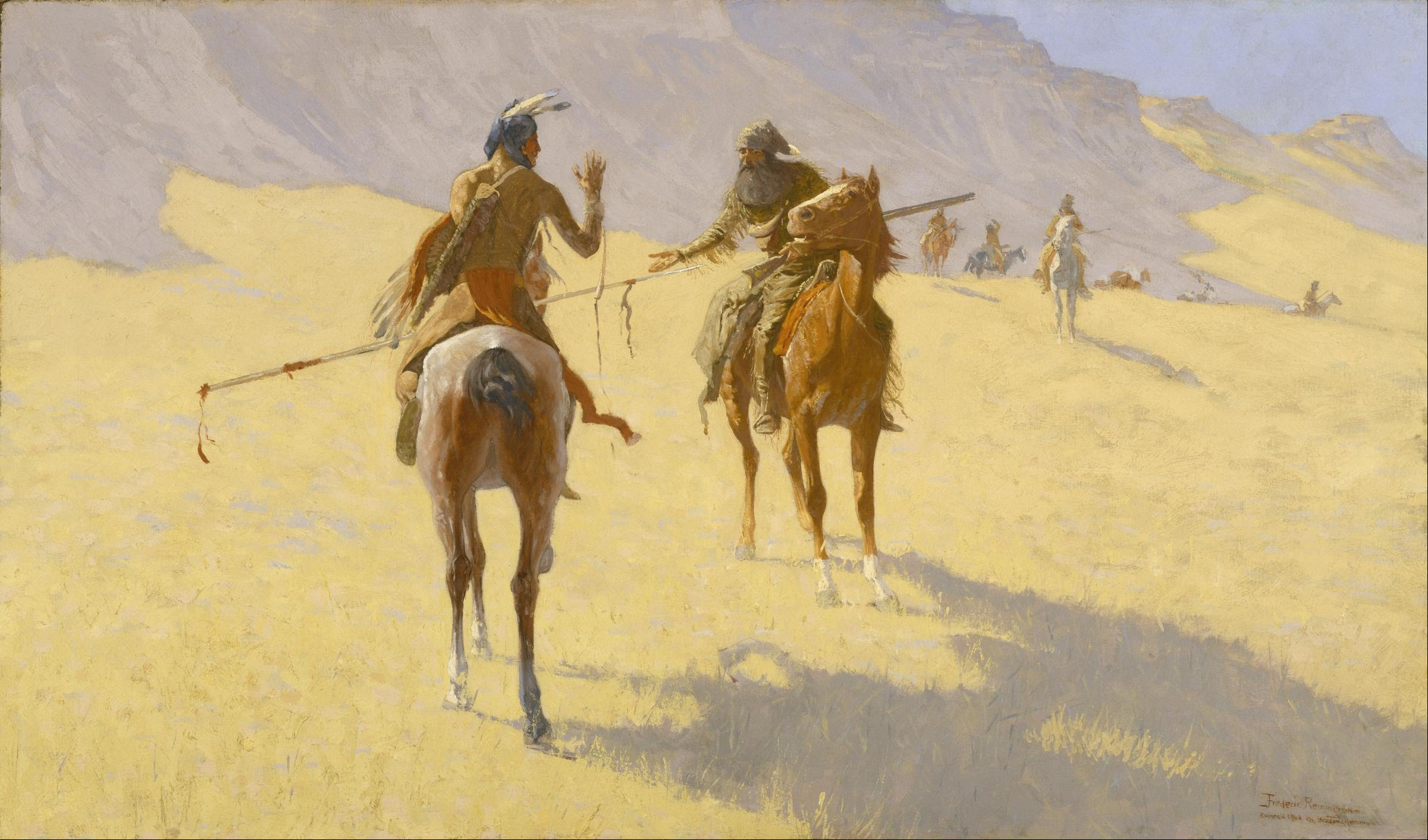
Frederic Remington: Das Gespräch (1903)

Howgh ist ein Ausruf im Sinne von „Ich habe gesprochen“. Er kommt in einigen Indianersprachen vor und hat dort unterschiedliche Bedeutungen. Der Ausruf ist klassischer Bestandteil vieler populärer Indianerdarstellungen wie z. B. in den Romanen James Fenimore Coopers, Karl Mays und anderer sowie in Filmen und Hörspielen.

## Aussprache und Etymologie

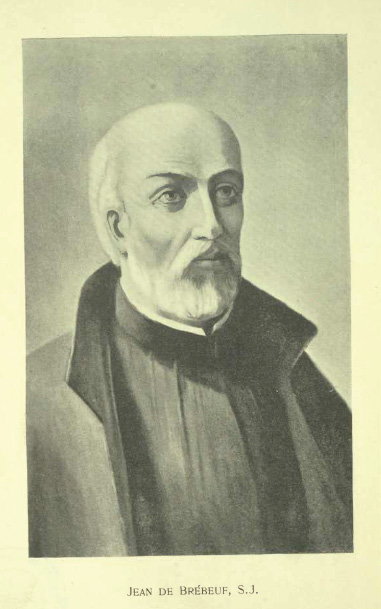
Jean de Brébeuf, 1627(?)

Das Oxford English Dictionary OED gibt als Aussprache „haau“ [haːʊ̯] an. Dem OED zufolge war das Wort (im Englischen „how“) zunächst von Jean de Brébeuf als Interjektion der Zustimmung bei den Wyandot (frz. und dt. bekannt als Huronen) beschrieben worden, der Gebrauch als Gruß sei erst später zustande gekommen.

„Sie stellen ihre Überlegungen klar dar und reden ohne Zögern … Redebeiträge beendet jeder mit Condayauendi Ierhayde cha nonhwicwahachen, was dies ist mein Gedanke in dieser Debatte bedeutet, worauf die gesamte Versammlung mit einem langgezogenen Haaau antwortet“

Ebenfalls später wurde es bei der Imitation von Indianern verwendet. Im Longman Webster wird Howgh als Grußformel der Sioux beschrieben. Bei den Lakotasioux wurde Háu kola („Hallo Freund“) als weitverbreitetes Grußwort beschrieben. Da es das einzige Lakotawort mit einem Diphthong ist, geht es womöglich auf Ursprünge außerhalb der Sioux zurück. Die Aussprache „háo“ wird den Dakota- und „hau“ den Omaha-Sioux zugeordnet, möglicherweise ist bereits dieser Gebrauch als Grußformel eine Zuschreibung aus Parkmans The Oregontrail von 1847.
Jean de Brébeufs Darstellung hatte ab dem 19. Jahrhundert kaum noch etwas mit der tatsächlichen Rhetorik der Huronen zu tun. Auch der später angeführte Gebrauch als Grußformel bei den Sioux wurde um 1900 wieder tendenziell von englischen Grußworten wie „Good Morning“ abgelöst.

## Verwendung bei Karl May und in der Gegenwart
Die Verwendung bei den Sioux als Grußformel kommt bei May nicht vor. Mays Gebrauch von Howgh (auch ugh oder hugh) ähnelt phraseologisch dem Gebrauch der schweizerdeutschen Schlussfloskel Ha gschlosse „[ich] habe geschlossen“, die klassischerweise nach einem Votum eines Versammlungsteilnehmers erfolgt. Dies lässt in beiden Fällen auf einen sehr stark geregelten Ablauf von Versammlungen und eine starke Konsensbildung schließen. Howgh im Mayschen Sinne wie auch Ha gschlosse dienen zur Verstärkung des Gesagten, sie können auch eine Unsicherheit des Sprechers ausdrücken. Der ursprüngliche Gebrauch von Haaau bei den Huronen hingegen bestätigte den formelhaften Schluss des Beitrags des Sprechers durch die Versammlung, war aber nicht der formelhafte Schluss des Beitrags selbst. Die oft bemerkenswert guten Redner unterstanden bei den Huronen und Irokesen einem imperativen Mandat der Gemeinschaft, sie waren Ausführende eines gemeinsamen Willens.

### Weitere indianische Floskeln und Sprachbestandteile
Bei Karl May kommt der Rhetorik eine sehr wichtige Rolle zu, die dem für gewöhnlich eher schweigsamen Tatmenschen Winnetou, so notwendig, ebenfalls zur Verfügung steht. Winnetous sehr reduzierter Sprachgebrauch täuscht dabei über seine Sprachfähigkeiten hinweg, die sogar durch Klekih-petra vermittelte Deutschkenntnisse beinhalten. Howgh ist neben der Interjektion „Uff!“ und der Bezeichnung „Manitu“ für Gott eine der bekanntesten Floskeln Winnetous. Ähnlich wie der Kriegsruf „Hoka Hey“ der Lakota und der Federschmuck der Teton-Sioux aufgrund der Verwendung bei Film- und Buchindianern auf alle Indianer übertragen wurden, haben sie das generelle Indianerbild im (west)deutschen Sprachraum mitgeprägt.

Ausgehend von den USA wurden Howgh und der Ausdruck pale-face (Bleichgesicht) insbesondere durch James Fenimore Coopers Lederstrumpfromane und Francis Parkmans The Oregon Trail von 1847 zum pseudoindianischen Stereotyp. Im amerikanischen Sprachraum ist zudem das Anhängen von -um bereits im 17. Jahrhundert als Standardfloskel bei der Imitation von Indianersprache belegt. Amerikanische stereotype Darstellungen fanden sich unter anderem in der Charakterisierung indianischstämmiger Soldaten im Ersten Weltkrieg. So wurde der Cherokee Jo Fixum in einer zeitgenössischen propagandistischen Schrift mit den Worten zitiert “(Kaiser Wilhelm II) killum papoose und killum squaw, so Jo Fixum will find this Kaiser and stickum bayonet clear through. Ugh!” (zitiert bei Britten, S. 100., deutsch: „(Kaiser Wilhelm II) töten Kinder und töten Frau, darum ich, Jo Fixum, werde finden diese Kaiser und stechen Bajonett mittendurch. Ugh!“)

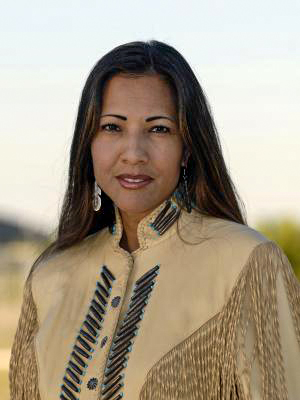
Mary Kim Titla, Apachin und Kongresskandidatin 2008

Die ab 1870 ähnlich verwendete Endung -ee geht nicht auf Indianer, sondern auf chinesische Eisenbahnarbeiter zurück.
Die von May beschriebenen Apachen gebrauchten keinen der genannten Ausdrücke; nur einige Eigennamen wie „Iltschi“ und „Hatatitla“ sind original und werden, so bei Mary Kim Titla, heute noch verwendet. Viele der Floskeln bei May stammen von verschiedensten Indianerstämmen und unterscheiden sich in ihrer ursprünglichen Bedeutung von der im deutschsprachigen Raum.

### Moderne Verwendung
Howgh wird im deutschsprachigen Raum auch in Liedtexten zu Indianerthemen verwendet. Beispiele dafür sind Indianer von Nena (verfasst von Carlo Karges), Schnucki, ach Schnucki von Hermann Leopoldi sowie Gus Backus’ Da sprach der alte Häuptling und Kindermusicals wie Wakatanka.
Howgh und weitere pseudoindianische Formulierungen und Verballhornungen wurden ebenso in Schweizer Antworten auf den von Finanzminister Peer Steinbrück verwendeten Indianervergleich im Steuerstreit mit der Schweiz 2009 gebraucht. Ebenso zitiert der Walt-Disney-Film Peter Pan von 1953 Howgh, neben einer Vielzahl von weiteren Indianerklischees.
Raymond Steadman zufolge haben spätestens mit dem Amerikanischen Bürgerkrieg bereits ausreichend viele Quellenwerke zu den amerikanischen Ureinwohnern vorgelegen, aus denen sich Romanautoren und Journalisten über den tatsächlichen Wissensstand hätten informieren können. Steadman kommentiert den dennoch nach wie vor regelrecht epidemischen Gebrauch pseudoindianischer Floskeln ironisch mit den Worten “Reader gettum sick? Have-um enough?” (deutsch: „Leser geworden überdrüssig? Gehabt genug?“).

## Einzelbelege
1. ↑  Zitiert nach Wolfgang Hochbruck: I have spoken. 1991, S. 36, daselbst zitiert nach J. Axtell: The Indian People of Eastern America. Oxford 1981.
2. ↑  Longman Webster: English college dictionary. Longman, Harlow 1984.
3. ↑  David S. Rood, Allan R. Taylor: Sketch of Lakhota, a Siouan Language. Part I (Memento vom 12. Juli 2012 im Webarchiv archive.today) In: Handbook of North American Indians. Band 17: Languages. 1996, S. 440–482.
4. ↑  Wolfgang Hochbruck: I have spoken. 1991, Fußnote auf S. 153.
5. ↑  Laurence Laughlin: The Indians at Omaha. In: The Conservative. 18. August 1898, S. 3, archiviert bei der US-Kongressbibliothek online, abgerufen am 26. Juli 2009, in der Quelle wird die Aussprache mit „how“ [ha ̯ʊ] umschrieben, der Autor beschreibt unter anderem den Empfang durch eine Blasmusikkapelle der Indianerpolizei
6. ↑  Joachim Dietze: Der Wortschatz Karl Mays. Georg Olms Verlag, Hildesheim 1999, ISBN 3-487-10535-7.
7. 1 2  Harald Burger, Annelies Häcki Buhofer, Ambros Sialm, Brigit Eriksson: Handbuch der Phraseologie. Verlag Walter de Gruyter, Berlin 1982, ISBN 3-11-008002-8, S. 116.
8. ↑  Wolfgang Hochbruck: I have spoken. 1991, S. 153.
9. ↑  Gert Ueding: Howgh, ich habe gesprochen - Beredsamkeit in der Fremde: Mays Rhetorik. Vortrag, gehalten am 14. Oktober 1995 auf der 13. Tagung der Karl-May-Gesellschaft in Bad Segeberg. karl-may-gesellschaft.de
10. 1 2  Karsten Fitz: Screen Indians in the EFL-Classroom. Transnational Perspectives. (Memento vom 6. Januar 2013 im Webarchiv archive.today) In: American Studies Journal. Nr. 51, Frühjahr 2008.
11. 1 2  Raymond William Stedman: Shadows of the Indian: stereotypes in American culture. University of Oklahoma Press, ISBN 0-8061-1822-9.
12. ↑  Thomas A. Britten: American Indians in World War I: at home and at war. Verlag UNM Press, 1999, ISBN 0-8263-2090-2.
13. ↑  Jörg Riefenstahl: Der Mann, der 14 Sprachen kann. In: Hamburger Abendblatt. 28. Juli 2006.
14. ↑  Gerd Zitzelsberger: Steinbrück: Streit mit Schweiz : Nervöse Indianer im Steuerreservat. In: Süddeutsche Zeitung online. 18. März 2009, S. 41: Im Kampf gegen das Bankgeheimnis verärgert Finanzminister Peer Steinbrück die Schweizer mit „Wildwest-Rhetorik“.
15. ↑  Vgl. auch Blogeinträge wie bei Moritz Leuenberger: Inflation der Unflätigkeiten. (Memento vom 26. April 2009 im Webarchiv archive.today) 23. März 2009.
16. ↑  Raymond William Stedman: Shadows of the Indian. Stereotypes in American culture. University of Oklahoma Press, Norman OK u. a. 1982, ISBN 0-8061-1822-9, S. 71. Zitiert nach Wolfgang Hochbruck: I have spoken. 1991, S. 153, siehe dort auch Anmerkung 26.